# Glas

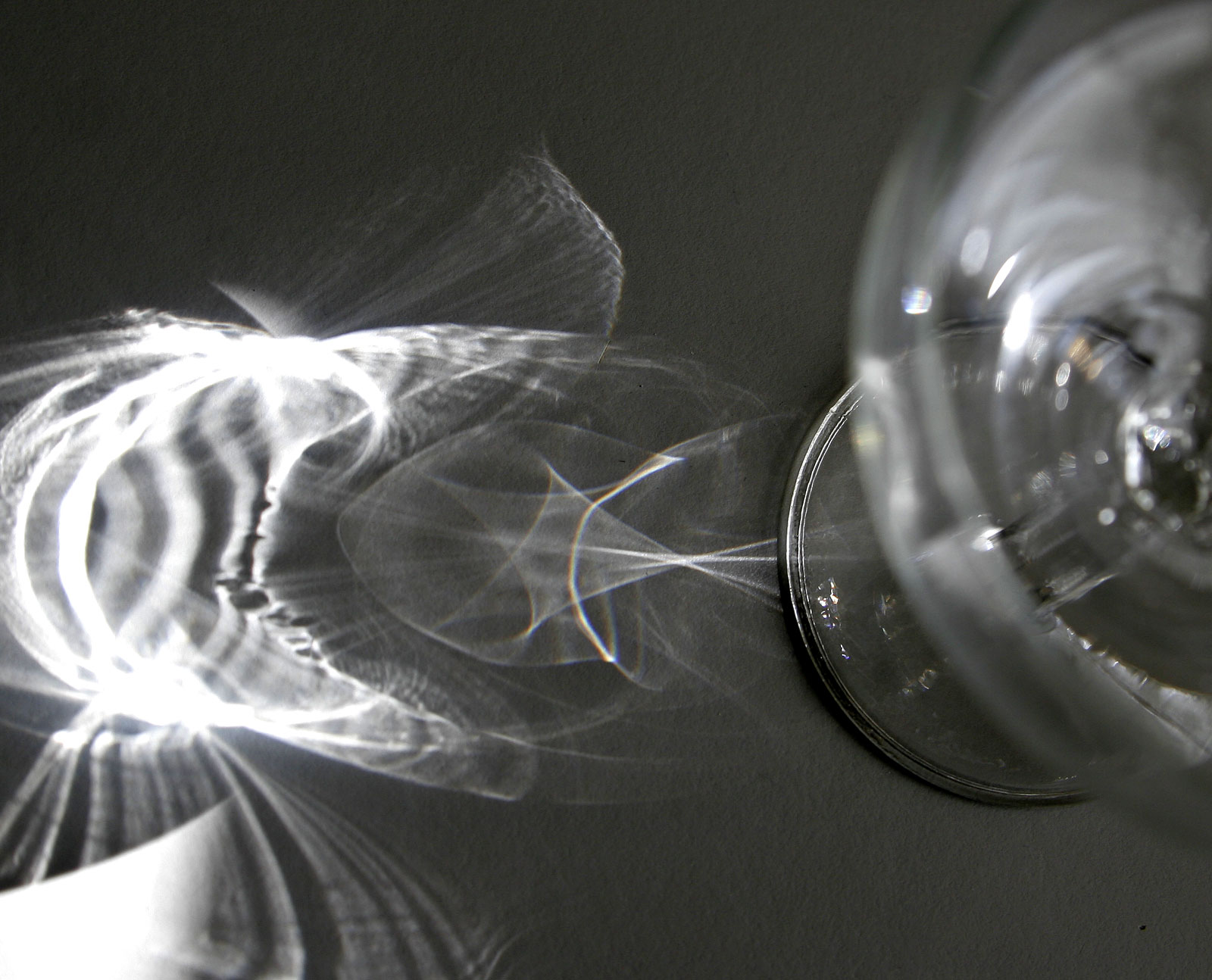
De lichtbundel wordt gebroken door het glas

Chemische structuur van SiO_{2} als een tetraëdrische SiO_{4}-structuur. Ieder zuurstofatoom is verbonden met 2 siliciumatomen en telt daarom maar voor de helft mee.

Glas is een amorfe (niet-kristallijne) vaste stof. De bekendste verschijningsvorm is het kleurloze glas zoals het voor vensterglas en drinkglazen wordt gebruikt. Dit glas bestaat voornamelijk uit de stof silica of siliciumdioxide (SiO2).
Hoewel glas geen kristalstructuur heeft is het, net als veel kristallen, doorzichtig en treedt er in glas, net als in kristal, lichtbreking op. Glas is opgebouwd uit ongeordende moleculen, die een isotrope, amorfe vaste stof vormen. Oftewel het tegenovergestelde van kristallijn of kristal. De benaming kristalliseren als synoniem voor het stollen van glas is daarmee ook niet juist. Dit leidt wel tot verwarring, want het taalgebruik houdt zich niet altijd aan formele definities. 

## Geschiedenis van glas

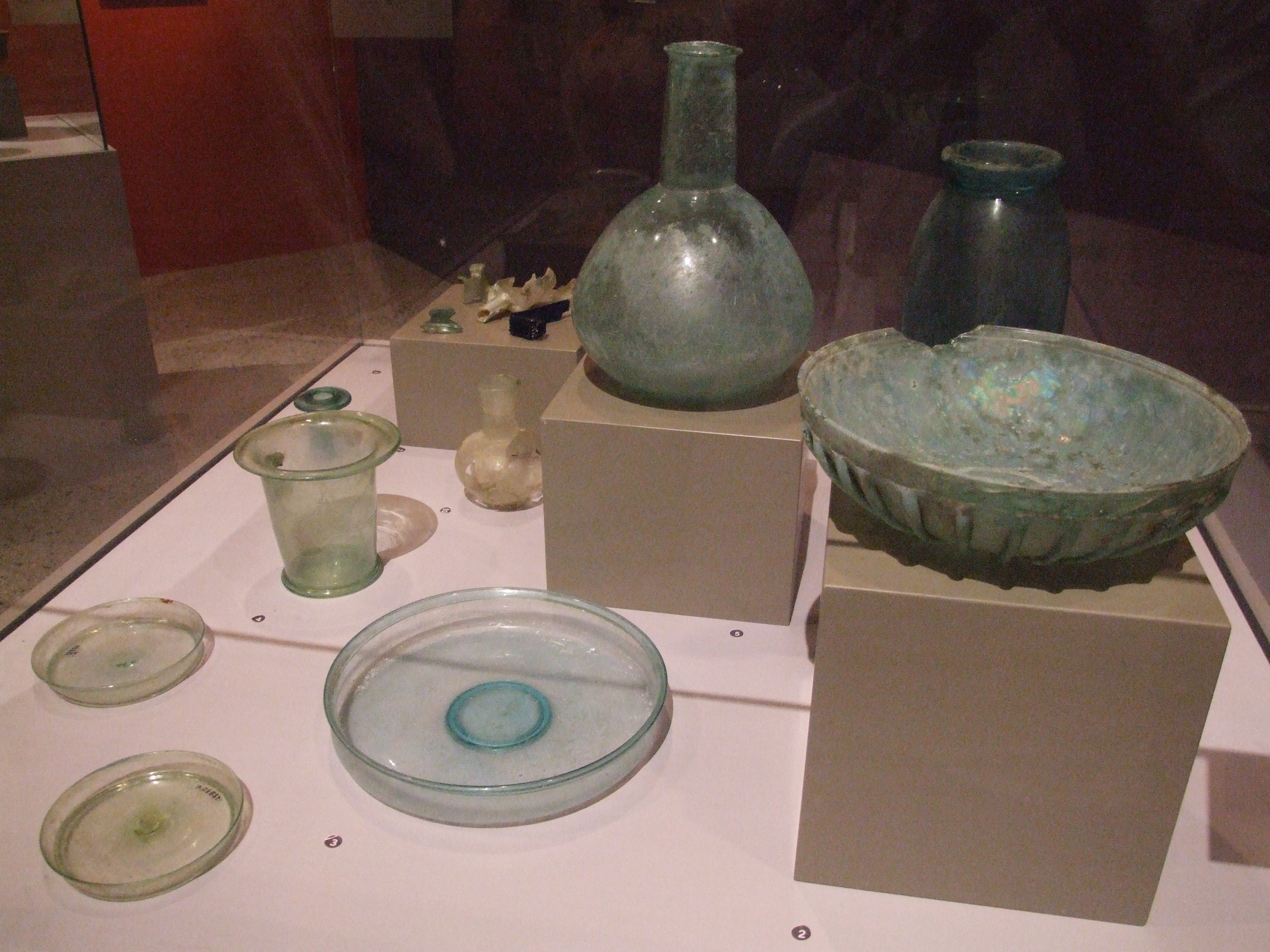
Romeins glas uit Pompeï (79 na Chr.)

Glas komt in de natuur voor als lavaglas (obsidiaan) en werd in die vorm al in de steentijd gebruikt voor dezelfde toepassingen als vuursteen. De vroegste sporen van glasfabricage zijn te vinden in Egypte rond 1500 voor Christus, waar glas als glazuur op aardewerk wordt aangetroffen. In de eerste eeuw voor Christus is de glasblaastechniek ontwikkeld en werden glazen gebruiksvoorwerpen, die daarvóór uiterst schaars waren, meer algemeen.

## Soorten glas
De bekendste vorm van glas, in gebruik voor ramen, flessen, (drink)glazen, vazen e.d. is een mengsel van silicaten. De belangrijkste grondstof daarvoor is kwarts of silica (SiO2) meestal gewonnen uit zand. Silica is een zuur oxide, dat met water kiezelzuur kan vormen.

Kwartsglas (chemische structuur). Ieder siliciumatoom is omringd door vier zuurstofatomen, waarvan er op de afbeelding drie zichtbaar zijn; het vierde zuurstofatoom ligt steeds boven of onder het siliciumatoom.

### Kwartsglas
In pure vorm kan van silica ook een glas gemaakt worden. Dit type glas is kwartsglas. In verhouding met andere soorten glas is kwartsglas moeilijk te bewerken en dus duurder. Het heeft een hoog en vrij abrupt smeltpunt, boven 1700 °C. Kwartsglas wordt alleen voor speciale doeleinden toegepast, bijvoorbeeld in cuvetten die UV-licht doorlaten en voor ampullen die hoge temperaturen moeten kunnen doorstaan.

### Kristalglas
Een bekende glassoort, voor gebruiks- en (vooral) siervoorwerpen, wordt kristalglas of kortweg kristal genoemd. Het is echter een glas. Het verschil tussen gewoon glas en kristalglas is gedefinieerd op basis van het loodgehalte (glas met minder dan 4% loodoxide heeft de commerciële benaming "glas"). Het Spaanse cristal betekent (evenals vidrio) gewoon glas.

Bergkristal (chemische structuur). Ieder siliciumatoom is omringd door vier zuurstofatomen, waarvan er op de afbeelding drie zichtbaar zijn; het vierde zuurstofatoom ligt steeds boven of onder het siliciumatoom.

### Bergkristal
Net als kwartsglas bestaat bergkristal uit zuiver silica. Door de lange tijd die het kristalrooster heeft gekregen om zich te vormen, is het (quasi) volmaakt gekristalliseerd: het rooster bestaat uit regelmatige SiO4-tetraëders, die in een driedimensionaal patroon gerangschikt zijn. Het is daarmee een kristallijne vaste stof en niet een glas. Van buitenaf is dat verschil niet goed te zien, maar in het Röntgendiffractiepatroon is het verschil erg groot.

### Commercieel glas
Wegens de hoge verwerkingstemperatuur en de bijbehorende hoge verwerkingskosten, worden bij commerciële glassoorten verzachters toegevoegd zoals CaCO3 en Na2CO3. Deze gaan bij het smelten over in respectievelijk CaO en Na2O onder vorming van kooldioxide. De vermindering van het aantal dwarsverbindingen maakt het glas zachter en vermindert de glastemperatuur.
Gewoon glas bestaat uit slechts 70% SiO2 en veel zachtmakers (10% CaO, 15% Na2O) en wordt verwerkt op 700 °C. Wegens zijn samenstelling noemt men het ook natronkalkglas. Het heeft een hoge thermische uitzetting en is daardoor niet geschikt voor laboratoriumtoepassingen. Daar wordt een glas met een bijzondere samenstelling (borosilicaatglas) of het veel duurdere kwartsglas gebruikt. Die materialen zijn goed tegen snelle temperatuursveranderingen opgewassen.
Commercieel glas wordt in drie grote groepen verdeeld:
- het vlakglas (ramen, autoruiten, spiegelglas, draadglas, ...). Autoruiten, met name de voor- en achterruit, zijn gemaakt van gelaagd glas. Dit bestaat uit twee op elkaar geplakte ruiten met daartussen een laag polyvinylbutyral (PVB).
- het verpakkingsglas – ook holglas genoemd – (flessen, (drink)glazen, vazen, gloeilampen, ...)
- het technisch glas (glasvezel, glaswol, ...)

Voor het produceren van verpakkingsglas worden de volgende drie methodes gebruikt in glasfabrieken:
- Blaas/blaasproductie
- Pers/blaasproductie
- Persproductie

Om deze holglasproducten de juiste vorm te geven worden glasvormen of glasmoulds gebruikt.

## Fabricage
Het meeste glas wordt gefabriceerd door aan het zure SiO2 basische verbindingen, zoals natrium- of kaliumhoudende carbonaten, toe te voegen. Ook zware metalen zoals lood (in kristalglas) worden toegepast. Glas is chemisch gezien dus een mengsel van silicaten Na-K-Ca-Mg-...-Si-O. Afhankelijk van de precieze samenstelling heeft het glas verschillende eigenschappen, bijvoorbeeld een ander smeltpunt, een andere brekingsindex, dispersie of een andere uitzettingscoëfficiënt. Omdat bij verwarming een glazen voorwerp door uitzetting kan springen, maakt men glas met een speciale samenstelling (boriumsilicaat), waar dit soort problemen minimaal zijn. Voor toepassingen in de optica, met name voor speciaal gecorrigeerde objectieven, worden glassoorten met zeldzame aarden of fluoriet gebruikt die een extreem lage dispersie hebben.

### Geblazen glas
Blazers laten een bol van glas verwarmen aan het einde van een riet (holle metalen buis), en blazen in dit riet om het glas te laten uitzetten en aldus een bolvormig element uit glas te bekomen. Naderhand rekt men deze bolvorm uit (tot een cilindervorm), en snijdt men die cilinder overlangs. Dan kan men de cilinder platdrukken, en heeft men een plat glasoppervlak. Deze productiemethode heet glasblazen en wordt ook gebruikt voor de massaproductie van flessen, bokalen en lampen in geautomatiseerde glasfabrieken.

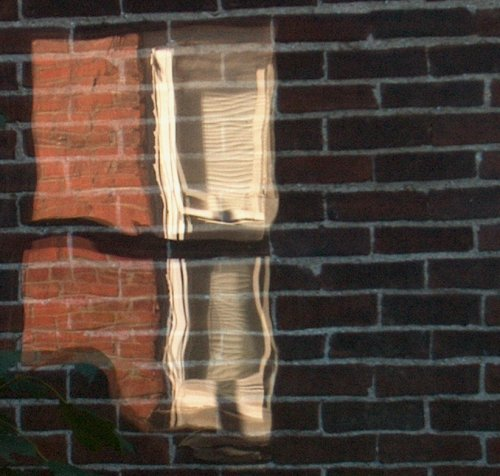
Vertekening door glastrekken

Het glas wordt geblazen bij een temperatuur tussen 870 en 1040 °C. Soda-calciumglas kan nog geblazen worden bij een temperatuur van 730 °C.
Nadien wordt het glas in een andere oven geplaatst van 500 °C.
Dit gebeurt om het glas niet te snel te laten afkoelen waardoor het zou springen.

### Getrokken glas
Men maakt een bad van gesmolten glas, plaatst een (rechte) staaf horizontaal in de vloeistof, en trekt deze staaf omhoog. Het glas is zo viskeus dat het de staaf zal meevolgen. Op deze manier wordt snel een plat glasoppervlak verkregen, hoewel dit niet perfect is. Oude ramen zijn vaak nog opgebouwd uit platen getrokken glas, dit is te zien door de zogenoemde trekstrepen: het glas is plaatselijk dikker en dunner, waardoor de ruit een vertekend beeld geeft. In Nederland werd in 1979 de laatste fabriek volgens dit procedé gesloten.

### Floatglas
De float glass-methode werd in 1952 uitgevonden door Alastair Pilkington: men giet het gesmolten glas boven op een bad van gesmolten tin. Het glas is lichter dan het tin, waardoor het erbovenop blijft drijven. Gesmolten metalen hebben een perfect vlak oppervlak en op deze manier is ook (de onderkant van) het glas perfect vlak. De oppervlaktespanning van het glas zelf zorgt voor een perfect gladde bovenkant. Het gegoten glas geeft een temperatuur van 1000 °C terwijl het smeltpunt van tin rond de 232 °C ligt. De floatglasmethode wordt vooral gebruikt voor het maken van grote glasplaten (6,0 × 3,21 m). Het wordt toegepast in een continu gietproces: aan één kant wordt het vloeibare glas op het vloeibare tin gegoten, aan de andere kant wordt de gestolde glasplaat verder afgekoeld en in gewenste afmetingen gesneden. Men kan naar wens de dikte van de glasplaat variëren tussen 0,4 en 25 mm.
Momenteel wordt zo'n 90% van alle glas volgens deze methode gemaakt. De enige Nederlandse floatglasfabriek was in Tiel. Hier produceerde men tot 2012 ruim 50 000 m² glas per dag, teruggerekend naar een dikte van 4 mm.
België heeft meerdere floatglasfabrieken: een in Mol in de Kempen (40 000 m² per dag), vier in Moustier-sur-Sambre (280 000 m² per dag) en twee in Jemeppe-sur-Sambre (120 000 m² per dag), alles teruggerekend naar 4 mm dikte.

## Recyclage

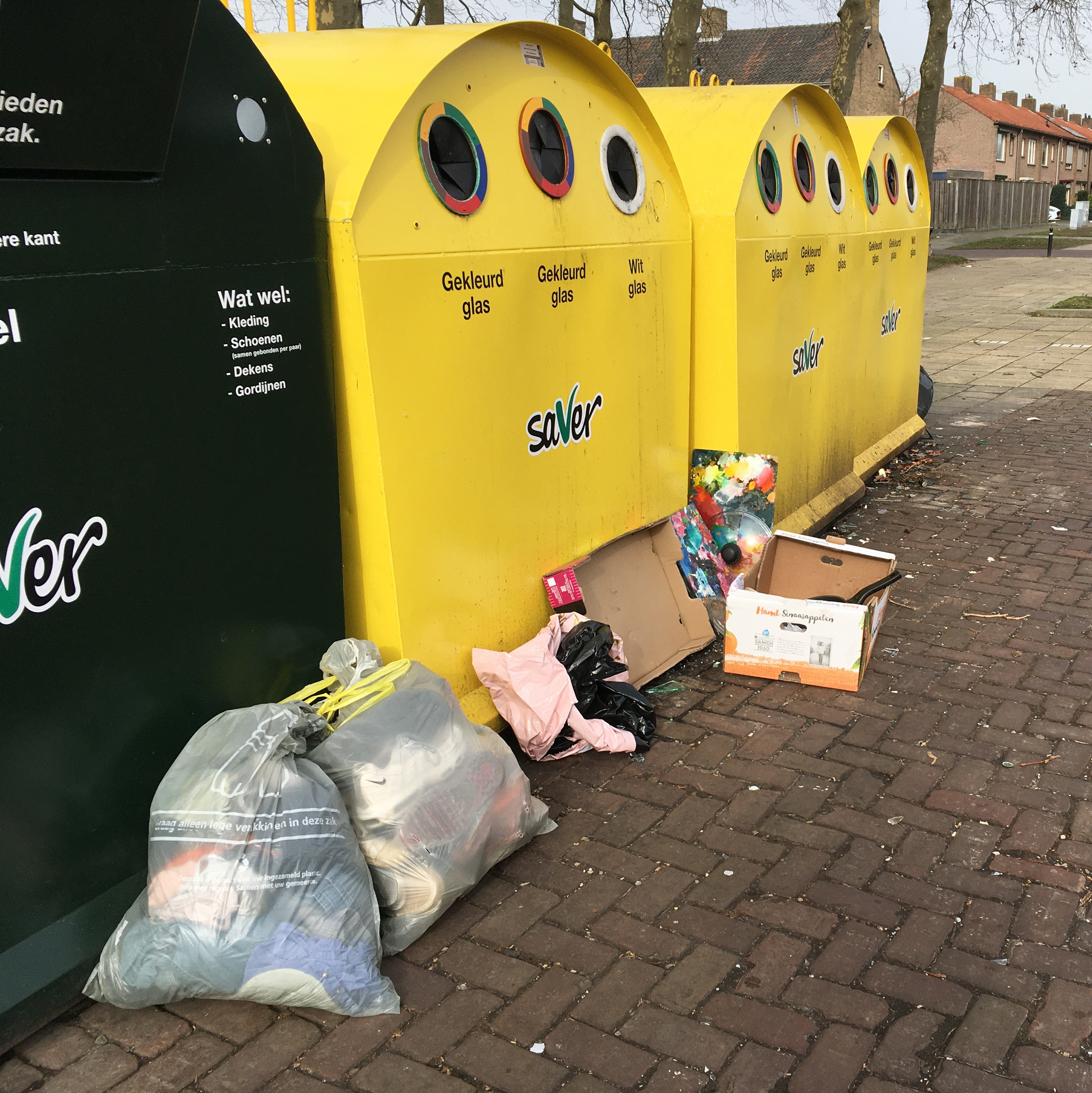
Vaak worden gekleurd en wit glas gescheiden ingezameld

Als de levensduur van een glazen voorwerp ten einde is, kan het glas worden hergebruikt. Glasafval wordt ingezameld door middel van glasbakken. Vaak dient glas op kleur gesorteerd ingeleverd te worden. Wit glas dat met gekleurd glas is vermengd kan niet meer als wit glas worden gebruikt. In Nederland verschilt per gemeente of er ook nog een verschil tussen groen en bruin glas is.
In de EU wordt anno 2021 zo'n 70% van het containerglas gerecycled, wereldwijd is dit 32%.
Niet al het glas kan zo worden gerecycleerd. Kristalglas en boriumsilicaatglas (Pyrex) hebben bijvoorbeeld een ander smeltpunt en verstoren het recyclageproces.

## Bewerkingsmogelijkheden
- frezen
- snijden met een glassnijder
- waterstraal snijden
- graveren
- etsen
- decoreren
- brandschilderen
- glasblazen
- glasfusing
- glasbranden, ook wel flamework of lampwork genoemd.

## Andere soorten
Silicaten zijn zeker niet de enige materialen die een glasovergang ondergaan. We hoeven maar in de moderne huiskamer om ons heen te kijken. Veel van de kunststoffen die we daar aantreffen worden ook in de glasvorm toegepast. De kristallijne vorm is bij polymere kunststoffen zelfs eerder uitzondering dan regel.
Het is zelfs mogelijk om metaalglazen te maken. Daartoe moet de smelt echter wel zeer snel afgekoeld worden, omdat glasvorming vooral gemakkelijk optreedt wanneer de smelt viskeus (stroperig) is en dat is bij metalen niet zo. De benodigde ultrasnelle afkoeling wordt bereikt door een dun straaltje gesmolten metaal op een trommel te schieten die snel ronddraait en van binnen uit sterk gekoeld wordt. Het zo gevormde materiaal heeft allerlei interessante eigenschappen maar kan slechts op kleine schaal en in dunne lagen vervaardigd worden
Er wordt daarom naarstig gezocht naar legeringen waarvan de glasvorming wat minder moeizaam is en er zijn nu inderdaad een aantal materialen bekend waarvan ook in grotere massa metaalglazen te vervaardigen zijn.

## Eigenschappen van glazen
Een groot voordeel van glazen is dat het isotrope materialen zijn, die geen korrelgrenzen vertonen. De isotropie en de relatief gemakkelijke vormbaarheid van een glas maakt het mogelijk om glasheldere doorzichtige voorwerpen te maken. Ook andere eigenschappen zoals sterkte en hardheid zijn vaak erg goed en bovendien te regelen door de samenstelling te veranderen. Daarnaast kan glas goed tegen bijtende stoffen. Een nadeel is dat glas erg breekbaar is. Voor polymere glazen is dat ook het geval, maar het is mogelijk om materialen te maken die zowel glasachtige delen en rubberachtige delen bevatten, waardoor men het beste van twee werelden kan verkrijgen, zowel de hardheid van het glas en de taaiheid van de rubber. Een goed voorbeeld daarvan is HIPS (High-Impact Polystyrene).

## Glasovergang
Wanneer een vloeistof voldoende snel wordt afgekoeld, ontbreekt vaak de mogelijkheid om te kristalliseren, doordat het materiaal de gelegenheid niet krijgt om groeikernen voor de kristalgroei te vormen. Bij het glaspunt of glastemperatuur, een temperatuur die meestal veel lager ligt dan het kristallijne smeltpunt ondergaat het materiaal dan een ander soort stollingsproces: een glasovergang. Bij beide vormen van stolling (glaspunt en vriespunt) gaan veel vrijheidsgraden van beweging verloren en kunnen de atomen van het materiaal niet meer vrij bewegen, maar alleen nog om een evenwichtspunt trillen. Het verschil tussen de twee overgangen is dat bij het vriespunt ook een ordening van de structurele eenheden van de stof plaatsvindt, wat bij een glasovergang achterwege blijft.
Onder het glaspunt is het systeem een amorfe vaste stof, erboven een onderkoelde vloeistof. Het smeltpunt voor gewoon glas ligt rond de 520–600 °C.

## Vloeistof of vaste stof
Er werd vroeger wel gezegd dat glas eigenlijk een vloeistof is die zeer langzaam stroomt. Dit zou te meten zijn door in oude ruiten de dikte van de onderkant te vergelijken met die van de bovenkant. Dat verhaal, dat ook op scholen werd onderwezen, is echter onjuist. Volgens een berekening van Edgar Dutra Zanotto van de Universiteit van São Carlos in Brazilië in het American Journal of Physics zou zelfs glas met een lage viscositeit er 1032 jaar over doen om merkbaar te vervormen. Aangezien dit vele malen langer zou duren dan de leeftijd van het heelal kan men bij kamertemperatuur moeilijk enige vloeiverschijnselen waarnemen. De dikteverschillen in oude ruiten zijn te verklaren uit fabricagemethoden die in het verleden werden gebruikt. Glasplaten werden gemaakt door het dikvloeibare glas rond te draaien. De buitenste rand werd daarbij dikker. Bij het plaatsen van de rechthoekig gesneden ruit, plaatste men de dikste kant aan de onderzijde, vanwege de stabiliteit.
Er zijn wel stroperige vloeistoffen die eruitzien als een vaste stof, maar waarvan duidelijk is aangetoond dat het om een vloeistof gaat met een zeer hoge viscositeit, bijvoorbeeld pek of bitumen bij het pekdruppelexperiment. Daarbij gaat het om materialen waarvan het glaspunt veel dichter bij kamertemperatuur ligt (glasovergang).
Volgens een andere benadering zou een glas een onderkoelde vloeistof zijn. Deze benadering gaat ervan uit dat een vloeistof bij afkoeling een vloeistof blijft, zolang ze niet kristalliseert tot een kristallijne vaste stof. Aangezien glas niet uit kristallen is opgebouwd, zou het geen vaste stof zijn. Een praktischer definitie noemt een stof een vloeistof als ze een homogene stof is die kan vloeien, of het nu kristallijn of amorf is. Ook glas is volgens die definitie duidelijk een vaste stof.
In het algemeen is er duidelijk een temperatuur aan te wijzen waarbij een glas smelt en overgaat in een stroperige vloeistof en daarom worden in de wetenschap glazen in het algemeen onderscheiden van onderkoelde vloeistoffen. Ook volgens deze definitie is het antwoord op de vraag of een glas een vloeistof is dus negatief: een glas is iets anders dan een onderkoelde vloeistof.
Een voorname bron van verwarring daarbij is dat het overgangspunt afhankelijk is van de frequentie van de temperatuurfluctuatie waarmee men het fenomeen bestudeert. Bij hogere frequentie is het punt wat hoger. Wanneer men een materiaal neemt waarvan het glaspunt vlak bij kamertemperatuur ligt is het dus goed mogelijk dat het breekt als een glazen vaste stof als men het snel op de grond gooit, maar vloeit als een vloeistof als men op een veel grotere tijdschaal bekijkt. Men spreekt van het tijd-temperatuur-superpositieprincipe om aan te duiden dat de tijdschaal en de temperatuurschaal gedeeltelijk uitwisselbaar zijn. De verschuiving van de glastemperatuur (Tg) met de tijdschaal is echter niet groot en dat verklaart ook waarom ver beneden het glaspunt (zoals voor vensterglas bij kamertemperatuur) geen vloeistofgedrag meer te verwachten is.
Voor veel polymeren ligt dat wat anders. Dat zijn vaak glazen met een glastemperatuur die slechts 100-200 °C beloopt in plaats van 700-1000 °C voor silicaten. Hoewel vloei ook voor deze materialen nauwelijks een rol speelt is er soms wel sprake van veroudering (aging) waarbij na verloop van jaren de mechanische eigenschappen van het polymeer geleidelijk veranderen. Dit is vooral een zaak waarmee men rekening moet houden als men de kunststof in een constructie wil toepassen. Ook deze veroudering is een gevolg van de nabijheid van het glaspunt.